# Comitatul Artois
Comitatul Artois (franceză Comté d'Artois, neerlandeză Graafschap Artesië) a fost un comitat medieval situat pe teritoriul actual al Franței.

## Geografie
Comitatul se învecina la nord și nord-est cu Comitatul Flandra, la est cu comitatul Hainaut, la vest cu Marea Mânecii iar la sud cu provincia Picardia. Teritoriul acestuia corespunde cu mare parte din teritoriul Departamentele Franței departamentului actual Pas-de-Calais. Capitala comitatului era orașul Arras iar orașele principale erau Avesnes, Hesdin, Bapaume, Saint-Pol-sur-Ternoise, Aubigny, Béthune, Lens, Aire și Saint-Omer. Întreg teritoriul era sub forma unei câmpii de joasă altitudine.

## Istoric
Teritoriul era locuit în antichitate de tribul celt Atrebates, trib ce dă numele regiunii. Teritoriul este cucerit de Romani și integrat în provincia Gallia Belgica. Teritoriul este cucerit de franci în secolul V și incorporat în Imperiul Carolingian la divizarea căruia va face parte din Francia Occidentală. În 863 Comitatul Artois este oferit drept zestre la căsătoria dintre Judith, fiica lui Carol cel Pleșuv, cu Baudouin, Contele de Flandra. Teritoriul revine coroanei franceze în 1180 când Isabella de Hainaut, fiica contelui de Flandra, se căsătorește cu Regele Franței Filip al II-lea, iar două secole șai târziu, în 1237 devine un stat feudal de sine stătător când este oferit lui Robert de Artois de fratele său Ludovic al IX-lea.
La moartea lui Robert II succesiunea este disputată de nepotul acestuia Robert III și de fiica sa Mahaut. Disputa este tranșată în favoarea acesteia din urmă. În 1361 comitatul revine sub suveranitatea comitatului Fandra în urma căsătoriei dintre Ludovic I cu Margareta I iar în 1384 comitatul este reunit cu Ducatul Burgundia în urma căsătoriei dintre Filip II cu Margareta a III-a de Flandra. În 1477, împreună cu restul Statelor Burgunde intră sub suveranitatea casei de Habsburg dar în timpul Războiului de Treizeci de Ani, în 1640, este cucerit de trupele franceze. Prin Tratatul Pirineilor din 1659 și prin Tratatul de la Nijmegen din 1679 cucerirea este confirmată de puterile europene.
În cadrul Regatului Francez regiunea face parte din Domeniul Regal, titlul de Conte de Artois fiind purtat doar de manieră onorifică. Cel mai celebru purtător al titluui a fost fratele lui Ludovic XVI, viitorul rege Carol al X-lea.